# 瑪麗亞維爾萊克 (紐約州)
瑪麗亞維爾萊克（英語：Mariaville Lake）是位於美國紐約州斯克內克塔迪縣的普查規定居民點。

## 人口
根據2020年美國人口普查的數據，瑪麗亞維爾萊克的面積為15.55平方千米，當中陸地面積為14.57平方千米，而水域面積為0.98平方千米。當地共有人口666人，而人口密度為每平方千米42.83人。